# Abdul Ahmad Hamahang
Abdul Ahmad Hamahang (auch Abdul Mohamad Hamahang; * 1936 in Kabul; † 6. Juni 2012 ebenda) war ein afghanischer Musiker bzw. Sänger des berühmten Kabuler Stadtviertels Charabat. Vermutlich wurde er dort in den 1930er Jahren geboren.

## Leben
Ustad Abdul Mohamad Hamahang musizierte und sang etwa 56 Jahre im Radio Afghanistan. er komponierte auch. Er war der Schwiegersohn von Ustad Shaida.
Als seine Lehrer galten Ustad Rahim Baksh und Ustad Sarahang die ihn förderten.
Berühmt wurde Ustad Hamahang in den 1970er Jahren, als viele junge Brautpaare seine Musikgruppe für ihre Hochzeiten engagierten. 1959 wurde der Schleierzwang aufgehoben. So haben auf Hochzeiten, die in Sälen stattfanden, Männer und Frauen in Kabul teilgenommen.
Ustad Hamahang entwickelte seine eigene Musikgattung. Im Vergleich zu anderen Charabati (Musiker von Charabat) z. B. der klassischen Patialaschule hat er sich eine Art Stilbruch erlaubt.
Seine Popularität erhöhte sich nach dem April-Putsch und während der sowjetischen Intervention in Afghanistan bei Daheimgebliebenen, die nicht finanziell in der Lage waren, ins Ausland auszuwandern. Hamahang sang sowohl auf Paschtu als auch auf Farsi lebhafte Lieder, die für Hochzeiten und Tanz geeignet waren, vor allem das Hochzeitslied Ahesta Bero.
Ustad Hamahang war wegen seiner Förderung der westlich orientierten Musikgruppen ab den 1970er Jahren sehr beliebt und ließ auf seinen Konzerten Musikgruppen spielen und singen. Er machte Musiktourneen in die USA, nach Australien, nach Europa und diverse asiatische Staaten. Die meisten seiner Lieder wurden von Ustad Salim Sarmast komponiert. Jedoch komponierte er auch selbst. 
Bekannt ist auch sein Lied Kabuljan, das in den Jahren der Zerstörung von Kabul entstand.
Vor seinem Tod lebte er in Kabul. Er sang zwar nicht mehr selbst, nahm aber an Veranstaltungen teil. Zuletzt nahm er an einer von der Bayat Stiftung organisierten Veranstaltung teil, bei der er für sein Lebenswerk geehrt wurde.

## Diskografie
Veröffentlichungen im Exil
- Benafshe
- Shabe Mahtabem